# Marzena Zięba
Marzena Zięba, née le 27 mars 1990 à Gromnik, est une haltérophile handisport polonaise concourant en +86 kg. Elle possède une médaille d'argent (2016) et une médaille de bronze (2021) paralympiques.

## Carrière
Elle est atteinte d'arthrogrypose.
Aux Jeux de 2020, Zięba remporte la médaille de bronze en soulevant 140 kg, égalant son record d'Europe. Elle avait déjà remporté l'argent lors des Jeux de 2016 avec 134 kg.